# Karl Friedrich Bender
Karl Friedrich Bender (* 14. Dezember 1806 in Eppelheim bei Heidelberg; † 1. September 1869 in Illenau) war ein Reformpädagoge.

## Leben
Karl Friedrich Bender studierte Theologie in Halle und Heidelberg.
Sein Bruder Heinrich Wilhelm Bender (* 1801 in Rohrbach) war um 1823 in Weinheim zweiter Rektor der lateinischen Schule geworden, der Albert Ludewig Grimm seit 1806 vorstand. Nachdem Heinrich dort eine eigene Erziehungsanstalt für Knaben gegründet hatte, trat Karl Friedrich Bender 1829 als Mitleiter dort ein. 1832 konnten sie den erfolgten Ausbau des Schulgebäudes und die Erhöhung der Lehrerzahl auf sechs verkünden. Nachdem ab 1835 ihr Schulkonzept kopiert wurde, kam auch Kritik auf, der sie durch Einstellung wissenschaftlich gebildeter Lehrer begegneten. Um 1859 begann die Freundschaft mit Philipp Reis, der in dieser Zeit seine Lehrtätigkeit aufnahm. 1864 übernahm Karl die alleinige Schulleitung.
Die Erziehungsanstalt wurde 1876 durch Dietrich Bender (* 29. August 1841) mit dem  Werner-Heisenberg-Gymnasium Weinheim zusammengeschlossen.